# Franz Goepfart
Franz Emil Goepfart (* 1. Oktober 1866 in Mönchenholzhausen bei Erfurt; † 15. September 1926 in Weimar) war ein deutscher Porträt- und Genremaler.

## Leben
Goepfart war der jüngste Sohn des Lehrers und Kantors Christian Heinrich Goepfart. In seiner Kindheit erfuhr er, wie seine Brüder Karl (Musiker, Komponist und Dirigent) und Otto (Organist und Stadtkantor in Weimar), eine hervorragende Ausbildung bei seinem aus einer Musikerfamilie stammenden Vater. Er besuchte das Lehrerseminar in Weimar und war ab 1886 Lehrer in Mellingen. 1888 erfolgte die Zweite Lehramtsprüfung als Volksschullehrer. Ab 1889/90 studierte er an der Königlichen Kunstschule in Berlin mit Ablegen der Zeichenlehrer-Prüfung. Von 1892 bis 1897 studierte er an der Großherzoglich-Sächsischen Kunstschule Weimar Porträt- und Aktmalerei bei Max Thedy und Landschaftsmalerei bei Theodor Hagen. Ab 1895 war er nebenher Zeichenlehrer an der Großherzoglichen Zeichenschule im Weimarer Jägerhaus. An dieser Einrichtung war er ab 1917 stellvertretender Direktor und ab 1925 Direktor. 1920 wurde er zum Professor ernannt. Neben diesen Funktionen war er freischaffend tätig und auf Ausstellungen in Düsseldorf, Dresden, Berlin und im Glaspalast in München vertreten. Er war Mitglied und zeitweise Vorstand des Thüringer Ausstellerverbandes Bildender Künstler, 1904 Gründungsmitglied und Vorstand der Weimarer Atelierhausgesellschaft und Mitglied der Allgemeinen Deutschen Kunstgenossenschaft sowie des Deutschen Künstlerbundes.
1927 gab es im Weimarer Donndorf-Museum und in der Frommannschen Buchhandlung in Jena zwei Gedächtnis-Ausstellungen.
Anlässlich seines 150. Geburtstages und des 90. Todestages gab es 2016 im Stadtmuseum Weimar eine Kabinettausstellung.